# Liste der Kulturdenkmale der Windbergbahn

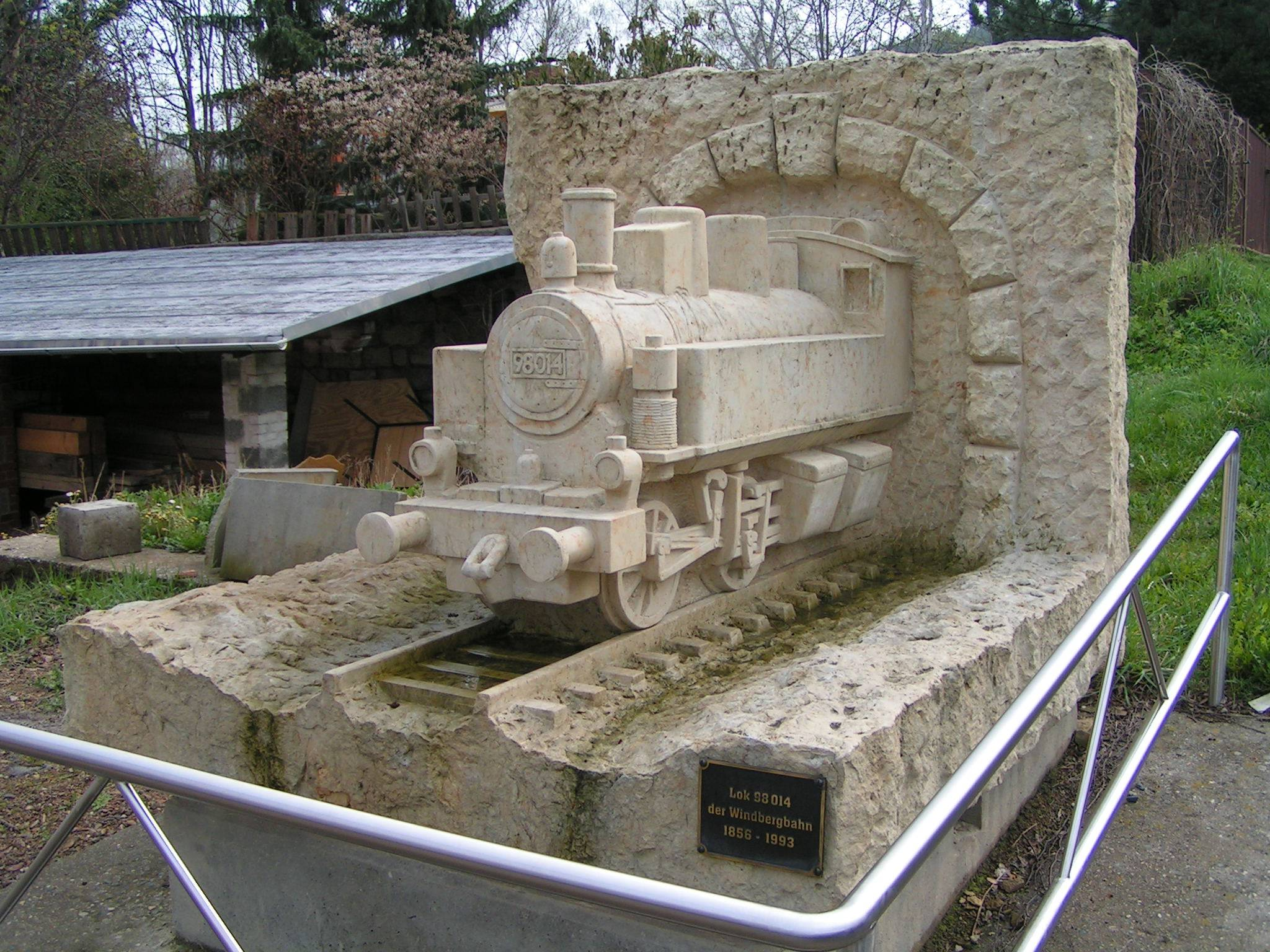
Windbergbahn-Denkmal

Die Liste der Kulturdenkmale der Windbergbahn enthält die Kulturdenkmale der ehemaligen Bahnstrecke von Dresden nach Possendorf, genannt Windbergbahn, die in der Denkmalliste des Freistaates Sachsen unter der ID-Nr. 09301623 als Sachgesamtheit ausgewiesen ist.
Diese Sachgesamtheit besteht aus Sachgesamtheitsbestandteilen und Einzeldenkmalen, die in den einzelnen Ortsteilen der Stadt Freital, OT Potschappel, OT Birkigt, OT Burgk und OT Kleinnaundorf, der Stadt Dresden, OT Gittersee und der Gemeinde Bannewitz, OT Bannewitz, OT Cunnersdorf, OT Boderitz, OT Hänichen, OT Welschhufe und OT Possendorf im Landkreis Sächsische Schweiz-Osterzgebirge zu finden sind, siehe Denkmallisten der entsprechenden Gemeinden.
Die Anmerkungen sind zu beachten.
Diese Liste ist eine Teilliste der Liste der technischen Denkmale im Landkreis Sächsische Schweiz-Osterzgebirge. 

Diese Liste ist eine Teilliste der Liste der technischen Denkmale in Sachsen.

## Legende
- Bild: Bild des Kulturdenkmals, ggf. zusätzlich mit einem Link zu weiteren Fotos des Kulturdenkmals im Medienarchiv Wikimedia Commons. Wenn man auf das Kamerasymbol klickt, können Fotos zu Kulturdenkmalen aus dieser Liste hochgeladen werden:
- Bezeichnung: Denkmalgeschützte Objekte und ggf. Bauwerksname des Kulturdenkmals
- Lage: Straßenname und Hausnummer oder Flurstücknummer des Kulturdenkmals. Die Grundsortierung der Liste erfolgt nach dieser Adresse. Der Link (Karte) führt zu verschiedenen Kartendiensten mit der Position des Kulturdenkmals. Fehlt dieser Link, wurden die Koordinaten noch nicht eingetragen. Sind diese bekannt, können sie über ein Tool mit einer Kartenansicht einfach nachgetragen werden. In dieser Kartenansicht sind Kulturdenkmale ohne Koordinaten mit einem roten bzw. orangen Marker dargestellt und können durch Verschieben auf die richtige Position in der Karte mit Koordinaten versehen werden. Kulturdenkmale ohne Bild sind an einem blauen bzw. roten Marker erkennbar.
- Datierung: Baubeginn, Fertigstellung, Datum der Erstnennung oder grobe zeitliche Einordnung entsprechend des Eintrags in der sächsischen Denkmaldatenbank
- Beschreibung: Kurzcharakteristik des Kulturdenkmals entsprechend des Eintrags in der sächsischen Denkmaldatenbank, ggf. ergänzt durch die dort nur selten veröffentlichten Erfassungstexte oder zusätzliche Informationen
- ID: Vom Landesamt für Denkmalpflege Sachsen vergebene, das Kulturdenkmal eindeutig identifizierende Objekt-Nummer. Der Link führt zum PDF-Denkmaldokument des Landesamtes für Denkmalpflege Sachsen. Bei ehemaligen Kulturdenkmalen können die Objektnummern unbekannt sein und deshalb fehlen bzw. die Links von aus der Datenbank entfernten Objektnummern ins Leere führen. Ein ggf. vorhandenes Icon  führt zu den Angaben des Kulturdenkmals bei Wikidata.

## Eisenbahnstrecke der Windbergbahn
Diese Liste enthält alle Sachgesamtheitsbestandteile und Einzeldenkmale, die denkmalpflegerisch zur Sachgesamtheit dieser ehemaligen Eisenbahnstrecke von Dresden nach Possendorf gehören.
Die historische Bedeutung der Einzeldenkmale dieser Strecke ergibt sich aus dem Denkmaltext des Landesamts für Denkmalpflege Sachsen: „Die Windbergbahn ist eine der ältesten sächsischen und technisch herausragendsten Eisenbahnstrecken aus der Frühzeit der Eisenbahngeschichte und nach der 1854 eröffneten österreichischen Semmeringbahn die zweitälteste Gebirgsbahn in Europa, daher von eisenbahngeschichtlicher, wirtschaftsgeschichtlicher und technikgeschichtlicher Bedeutung sowie als Zeugnis des Steinkohlenbergbaus im Freitaler Revier von industriegeschichtlicher und ortshistorischer Bedeutung“. Die Bahnstrecke wurde 1855–1856 als sogenannte Hänichener Kohlezweigbahn bis Hänichen errichtet und 1907–1908 bis Possendorf verlängert. Die Liste ist entsprechend der örtlichen Lage an der Strecke gegliedert.
| Bild                                    | Bezeichnung                                                                                | Lage                                                         | Datierung                                                                        | Beschreibung | ID       |
| --------------------------------------- | ------------------------------------------------------------------------------------------ | ------------------------------------------------------------ | -------------------------------------------------------------------------------- | --- | -------- |
| Weitere Bilder                          | Windbergbahn (Sachgesamtheit)                                                              | Freital, OT Potschappel, Coschützer Straße (Karte)           | 1855–1856                                                                        | Sachgesamtheit Windbergbahn mit Einzeldenkmalen und Sachgesamtheitsteilen, gegliedert in einzelnen Teilabschnitten, errichtet 1855–1856; als eine der ältesten sächsischen und technisch herausragendsten Eisenbahnstrecken, aus der Frühzeit der Eisenbahngeschichte eisenbahngeschichtlich und technikgeschichtlich bedeutend sowie als Zeugnis des Steinkohlenbergbaus im Freitaler Revier von industriegeschichtlicher und ortshistorischer Bedeutung. | 09301623 |
| Weitere Bilder                          | Bahnhof Freital-Birkigt (Einzeldenkmale zu ID-Nr. 09301623)                                | Freital, OT Potschappel, Coschützer Straße 49a (Karte)       | 1870 (Dienstgebäude); 1912 (Bahnhof); 1879 (Bahnmeisterei); 1944 (Wasserstation) | Einzeldenkmale der Sachgesamtheit Windbergbahn, Teilabschnitt Freital, OT Potschappel: Bahnhof Freital-Birkigt (bis 1921 Potschappel-Birkigt) mit Empfangsgebäude (Coschützer Straße 49a), Wasserstation, Wasserkran, Signalanlagen, Schrankenwärterhäuschen und Abteilwagen C 3 Pr. 02 (Wagenkasten), Bahnhof Freital-Ost (früher Niedergittersee) mit Bahnmeisterei und Beamtenwohnhaus (Coschützer Straße 57a und 57b) und Eisenbahnbrücke (km 2,678 Zur Schicht); Anfangsbahnhof der Windbergbahn, ortshistorische Bedeutung, technisch herausragende, singuläre Gebirgsstrecke aus der Frühzeit der Eisenbahngeschichte, daher von eisenbahngeschichtlicher, wirtschaftsgeschichtlicher und verkehrsgeschichtlicher Bedeutung. | 09301624 |
| Weitere Bilder                          | Sachgesamtheit Windbergbahn, Teilabschnitt Freital, OT Birkigt                             | Freital, OT Birkigt, Coschützer Straße (Karte)               | 1855–1856                                                                        | Sachgesamtheitsbestandteil der Sachgesamtheit Windbergbahn, Teilabschnitt Freital, OT Birkigt – technisch herausragende, singuläre Gebirgsstrecke aus der Frühzeit der Eisenbahngeschichte zum Transport der im Freitaler Revier abgebauten Steinkohle und Anbindung der hiesigen Industrie von industriegeschichtlicher und eisenbahngeschichtlicher Bedeutung. | 09306465 |
|                                         | Eisenbahnbrücke (Einzeldenkmal zu ID-Nr. 09306465)                                         | Freital, OT Birkigt, Coschützer Straße (Karte)               | 1960                                                                             | Einzeldenkmal der Sachgesamtheit Windbergbahn, Teilabschnitt Freital, OT Birkigt: Eisenbahnbrücke (km 0,872, Coschützer Straße) (siehe ID-Nr. 09306465); typische Stahlträgerbrücke des Eisenbahnbaus aus der 2. Hälfte des 20. Jahrhunderts, Ersatzbau für eine Natursteinbogenbrücke infolge von Modernisierungsarbeiten an der Strecke der Windbergbahn in den 1960er-Jahren, eisenbahngeschichtlich, verkehrsgeschichtlich und wirtschaftsgeschichtlich von Bedeutung. | 09306468 |
|                                         | Gewölbedurchlass (Einzeldenkmal zu ID-Nr. 09306465)                                        | Freital, OT Birkigt, Am Geiersgraben (Karte)                 | 1855–1856 (Durchlass)                                                            | Einzeldenkmale der Sachgesamtheit Windbergbahn, Teilabschnitt Freital, OT Birkigt: Gewölbedurchlass (km 2,240, Am Geiersgraben) (siehe ID-Nr. 09306465); eisenbahngeschichtlich, verkehrsgeschichtlich und wirtschaftsgeschichtlich von Bedeutung. | 09306468 |
|                                         | Eisenbahnbrücke (Einzeldenkmal zu ID-Nr. 09301623)                                         | Freital, OT Potschappel, Zur Schicht (Karte)                 | 1960                                                                             | Einzeldenkmal der Sachgesamtheit Windbergbahn, Teilabschnitt Freital, OT Potschappel: Eisenbahnbrücke (km 2,678 Zur Schicht) (Sachgesamtheit ID-Nr. 09301623); eisenbahngeschichtlich, verkehrsgeschichtlich und wirtschaftsgeschichtlich von Bedeutung. | 09301624 |
|                                         | Eisenbahnbrücke Kesselgrund                                                                | Freital, OT Birkigt, Kesselgrundweg (Karte)                  |                                                                                  | Sachgesamtheitsteil im Teilabschnitt Freital OT Birkigt: Eisenbahnbrücke Kesselgrundweg (km 4,558); Ersatzbau für eine Natursteinbogenbrücke infolge von Modernisierungsarbeiten an der Strecke der Windbergbahn in den 1960er-Jahren, eisenbahngeschichtlich, verkehrsgeschichtlich und wirtschaftsgeschichtlich von Bedeutung. | 09306465 |
| Weitere Bilder                          | Eisenbahnbrücke Karlsruher Straße (Einzeldenkmal zu ID-Nr. 09301643)                       | Dresden-Gittersee, Karlsruher Straße (Karte)                 | 1965                                                                             | Einzeldenkmal der Sachgesamtheit Windbergbahn, Teilabschnitt Dresden, OT Gittersee: Eisenbahnbrücke (km 5,204) der Eisenbahnstrecke Windbergbahn (siehe ID-Nr. 09301643); typische Stahlträgerbrücke des Eisenbahnbaus des 20. Jahrhunderts, Ersatzbau im Zuge der Instandsetzung für den Transport von Gütern und Personen auf der technisch herausragenden und singulären Gebirgsstrecke Windbergbahn, technikgeschichtliche und verkehrsgeschichtlich von Bedeutung. | 09301642 |
| Weitere Bilder                          | Sachgesamtheit Windbergbahn, Teilabschnitt Dresden, OT Gittersee                           | Dresden-Gittersee (Karte)                                    | 1855–1856                                                                        | Sachgesamtheitsbestandteil der Sachgesamtheit Windbergbahn, Teilabschnitt Dresden, OT Gittersee – technisch herausragende, singuläre Gebirgsstrecke aus der Frühzeit der Eisenbahngeschichte zum Transport der im Freitaler Revier abgebauten Steinkohle und Anbindung der hiesigen Industrie, von industriegeschichtlicher und eisenbahngeschichtlicher Bedeutung. | 09301643 |
| Weitere Bilder                          | Bahnhof Dresden-Gittersee (Einzeldenkmal zu ID-Nr. 09301643)                               | Dresden-Gittersee, Hermann-Michel-Straße 5 (Karte)           | 1934 Kö 4500 (Diesellokomotive); 1930er Jahre (Güterschuppen); 1907 (Wartehalle) | Einzeldenkmale der Sachgesamtheit Windbergbahn, Teilabschnitt Dresden, OT Gittersee: Bahnhof Dresden-Gittersee mit Wartehalle, Güterschuppen, Bahnsteig und Ausstellung historischer Eisenbahnfahrzeuge im Eigentum des Windbergbahnvereins, von eisenbahngeschichtlicher, wirtschaftsgeschichtlicher und verkehrsgeschichtlicher Bedeutung. | 09301644 |
| Weitere Bilder                          | Kleinlokschuppen am Bahnhof Dresden-Gittersee (Einzeldenkmal zu ID-Nr. 09304035)           | Freital, OT Burgk, Kleinnaundorfer Straße (Karte)            | 2. Hälfte 20. Jhdt. (Lokschuppen)                                                | Einzeldenkmal der Sachgesamtheit Windbergbahn, Teilabschnitt Freital, OT Burgk: Kleinlokschuppen aus den 1950er Jahren, zum Bahnhof Dresden-Gittersee gehörend (siehe ID-Nr. 09301644); wahrscheinlich als Ersatzbau eines früher errichteten Lokschuppens erbaut, Putzbau, verkehrsgeschichtlich von Bedeutung. | 09306471 |
| Direkt Bild zu diesem Denkmal hochladen | Sachgesamtheit Windbergbahn, Teilabschnitt Freital, OT Burgk                               | Freital, OT Burgk, Kleinnaundorfer Straße (Karte)            | 1855–1856                                                                        | Sachgesamtheitsbestandteil der Sachgesamtheit Windbergbahn, Teilabschnitt Freital, OT Burgk – technisch herausragende, singuläre Gebirgsstrecke aus der Frühzeit der Eisenbahngeschichte zum Transport der im Freitaler Revier abgebauten Steinkohle und Anbindung der hiesigen Industrie von industriegeschichtlicher und eisenbahngeschichtlicher Bedeutung. | 09304035 |
| Direkt Bild zu diesem Denkmal hochladen | Sachgesamtheit Windbergbahn, Teilabschnitt Freital, OT Kleinnaundorf                       | Freital, OT Kleinnaundorf (Karte)                            | 1855–1856                                                                        | Sachgesamtheitsbestandteil der Sachgesamtheit Windbergbahn, Teilabschnitt Freital, OT Kleinnaundorf mit zahlreichen Einzeldenkmalen (ID-Nr. 09301630) – technisch herausragende, singuläre Gebirgsstrecke aus der Frühzeit der Eisenbahngeschichte zum Transport der im Freitaler Revier abgebauten Steinkohle und Anbindung der hiesigen Industrie von industriegeschichtlicher und eisenbahngeschichtlicher Bedeutung. | 09301627 |
|                                         | Durchlass Meßweg (Einzeldenkmal zu ID-Nr. 09301627)                                        | Freital, OT Kleinnaundorf (Karte)                            | um 1907                                                                          | Einzeldenkmal der Sachgesamtheit Windbergbahn, Teilabschnitt Freital, OT Kleinnaundorf (ID-Nr. 09301627) – weitestgehend original erhaltene Brückenbauwerke sowie Hochbauten der technisch herausragenden, singulären Gebirgsstrecke, von eisenbahngeschichtlicher Bedeutung. | 09301630 |
| Direkt Bild zu diesem Denkmal hochladen | Eisenbahnbrücke Kohlenstraße (km 7,303) (Einzeldenkmal zu ID-Nr. 09301627)                 | Freital, OT Kleinnaundorf (Karte)                            | 1856                                                                             | Einzeldenkmal der Sachgesamtheit Windbergbahn, Teilabschnitt Freital, OT Kleinnaundorf (ID-Nr. 09301627) – weitestgehend original erhaltene Brückenbauwerke sowie Hochbauten der technisch herausragenden, singulären Gebirgsstrecke, von eisenbahngeschichtlicher Bedeutung. | 09301630 |
| Direkt Bild zu diesem Denkmal hochladen | Kohlenbahnwechselstelle: Postenhaus 77 mit Nebengebäude (Einzeldenkmal zu ID-Nr. 09301627) | Freital, OT Kleinnaundorf (Karte)                            | 1907 (Signalhaus)                                                                | Einzeldenkmal der Sachgesamtheit Windbergbahn, Teilabschnitt Freital, OT Kleinnaundorf (ID-Nr. 09301627) – weitestgehend original erhaltene Brückenbauwerke sowie Hochbauten der technisch herausragenden, singulären Gebirgsstrecke, Postenhaus mit Nebengebäude (Bahnhaus 43) – wichtiges Zeugnis der ersten Nutzungsphase als Albertsbahn (bis 1906, Streckenbahnhof) als Abzweigstelle zum wirtschaftlich bedeutenden Windbergschacht, von industriegeschichtlicher und eisenbahngeschichtlicher Bedeutung. | 09301630 |
|                                         | Eisenbahnbrücke Kohlenstraße (km 7,9) (Einzeldenkmal zu ID-Nr. 09301627)                   | Freital, OT Kleinnaundorf (Karte)                            | 1856                                                                             | Einzeldenkmal der Sachgesamtheit Windbergbahn, Teilabschnitt Freital, OT Kleinnaundorf (ID-Nr. 09301627) – weitestgehend original erhaltene Brückenbauwerke sowie Hochbauten der technisch herausragenden, singulären Gebirgsstrecke, von eisenbahngeschichtlicher Bedeutung. | 09301630 |
|                                         | Eisenbahnbrücke Friedensstraße (Einzeldenkmal zu ID-Nr. 09301627)                          | Freital, OT Kleinnaundorf (Karte)                            | 1856                                                                             | Einzeldenkmal der Sachgesamtheit Windbergbahn, Teilabschnitt Freital, OT Kleinnaundorf (ID-Nr. 09301627) – weitestgehend original erhaltene Brückenbauwerke sowie Hochbauten der technisch herausragenden, singulären Gebirgsstrecke, von eisenbahngeschichtlicher Bedeutung. | 09301630 |
| Weitere Bilder                          | Haltepunkt Kleinnaundorf (Einzeldenkmal zu ID-Nr. 09301627)                                | Freital, OT Kleinnaundorf (Karte)                            | 1907 (Bahnhof)                                                                   | Einzeldenkmale der Sachgesamtheit Windbergbahn, Teilabschnitt Freital, OT Kleinnaundorf (ID-Nr. 09301627) – weitestgehend original erhaltene Brückenbauwerke sowie Hochbauten der technisch herausragenden, singulären Gebirgsstrecke, von eisenbahngeschichtlicher Bedeutung. | 09301630 |
| Direkt Bild zu diesem Denkmal hochladen | Eisenbahnbrücke Steigerstraße (Einzeldenkmal zu ID-Nr. 09301627)                           | Freital, OT Kleinnaundorf (Karte)                            | 1856                                                                             | Einzeldenkmal der Sachgesamtheit Windbergbahn, Teilabschnitt Freital, OT Kleinnaundorf (ID-Nr. 09301627) – weitestgehend original erhaltene Brückenbauwerke sowie Hochbauten der technisch herausragenden, singulären Gebirgsstrecke, von eisenbahngeschichtlicher Bedeutung. | 09301630 |
| Direkt Bild zu diesem Denkmal hochladen | Sachgesamtheit Windbergbahn, Teilabschnitt Bannewitz, OT Cunnersdorf                       | Bannewitz, OT Cunnersdorf (Karte)                            | 1855–1856                                                                        | Sachgesamtheitsbestandteil der Sachgesamtheit Windbergbahn, Teilabschnitt Bannewitz, OT Cunnersdorf – technisch herausragende, singuläre Gebirgsstrecke aus der Frühzeit der Eisenbahngeschichte zum Transport der im Freitaler Revier abgebauten Steinkohle und Anbindung der hiesigen Industrie, von industriegeschichtlicher und eisenbahngeschichtlicher Bedeutung. | 09301633 |
|                                         | Haltepunkt Cunnersdorf-Boderitz (Einzeldenkmal zu ID-Nr. 09301633)                         | Bannewitz, OT Cunnersdorf, Schachtstraße 23 (hinter) (Karte) | 1923 (umgesetzt, Empfangsgebäude)                                                | Einzeldenkmal der Sachgesamtheit Windbergbahn, Teilabschnitt Bannewitz, OT Cunnersdorf: Haltepunkt (km 9,530) der Windbergbahn mit Stationsgebäude (Wartehalle) (siehe ID-Nr. 09301633); Stationsgebäude der Windbergbahn (Streckennummer 6609; sä. PP) 1923 vom Haltepunkt Dresden-Plauen der Bahnstrecke Dresden–Werdau (Strecke DW) umgesetzt, Bestandteil der technisch herausragenden, singulären Gebirgsstrecke zum Transport der im Freitaler Revier abgebauten Steinkohle und Anbindung der hiesigen Industrie aus der Frühzeit der Eisenbahngeschichte von industriegeschichtlicher und eisenbahngeschichtlicher Bedeutung.                                                                                                | 09301634 |
|                                         | Sachgesamtheit Windbergbahn, Teilabschnitt Bannewitz, OT Boderitz                          | Bannewitz, OT Boderitz, Schachtstraße (Karte)                | 1855–1856                                                                        | Sachgesamtheitsbestandteil der Sachgesamtheit Windbergbahn, Teilabschnitt Bannewitz, OT Boderitz – technisch herausragende, singuläre Gebirgsstrecke aus der Frühzeit der Eisenbahngeschichte zum Transport der im Freitaler Revier abgebauten Steinkohle und Anbindung der hiesigen Industrie von industriegeschichtlicher und eisenbahngeschichtlicher sowie ortshistorische Bedeutung. | 09301631 |
| Direkt Bild zu diesem Denkmal hochladen | Gewölbedurchlass (Einzeldenkmal zu ID-Nr. 09301631)                                        | Bannewitz, OT Boderitz, Schachtstraße (Karte)                | 1907                                                                             | Einzeldenkmale der Sachgesamtheit Windbergbahn im Teilabschnitt Bannewitz, OT Boderitz: Gewölbedurchlass und Myriameterstein (siehe ID-Nr. 09301631); Gewölbedurchlass aus Sandstein und Myriameterstein als original erhaltene Zeugnisse der Windbergbahn von verkehrsgeschichtlicher Bedeutung, der Myriameterstein darüber hinaus als seltenes Zeugnis der Kilometrierung von technikgeschichtlicher Bedeutung. | 09301632 |
|                                         | Myriameterstein (Einzeldenkmal zu ID-Nr. 09301631)                                         | Bannewitz, OT Boderitz, Schachtstraße (Karte)                | 1894–95                                                                          | Einzeldenkmale der Sachgesamtheit Windbergbahn im Teilabschnitt Bannewitz, OT Boderitz: Gewölbedurchlass und Myriameterstein (siehe ID-Nr. 09301631); Gewölbedurchlass aus Sandstein und Myriameterstein als original erhaltene Zeugnisse der Windbergbahn von verkehrsgeschichtlicher Bedeutung, der Myriameterstein darüber hinaus als seltenes Zeugnis der Kilometrierung von technikgeschichtlicher Bedeutung. | 09301632 |
|                                         | Sachgesamtheit Windbergbahn, Teilabschnitt Bannewitz, OT Bannewitz                         | Bannewitz (Karte)                                            | 1907                                                                             | Sachgesamtheitsbestandteil der Sachgesamtheit Windbergbahn, Teilabschnitt Bannewitz, OT Bannewitz – technisch herausragende, singuläre Gebirgsstrecke aus der Frühzeit der Eisenbahngeschichte zum Transport der im Freitaler Revier abgebauten Steinkohle und Anbindung der hiesigen Industrie von industriegeschichtlicher und eisenbahngeschichtlicher Bedeutung. | 09304525 |
|                                         | Sachgesamtheit Windbergbahn, Teilabschnitt Bannewitz, OT Welschhufe                        | Bannewitz, OT Welschhufe (Karte)                             | 1855–1856                                                                        | Sachgesamtheitsbestandteil der Sachgesamtheit Windbergbahn, Teilabschnitt Bannewitz, OT Welschhufe – technisch herausragende, singuläre Gebirgsstrecke aus der Frühzeit der Eisenbahngeschichte zum Transport der im Freitaler Revier abgebauten Steinkohle und Anbindung der hiesigen Industrie von industriegeschichtlicher und eisenbahngeschichtlicher Bedeutung. | 09304526 |
| Weitere Bilder                          | Eisenbahnbrücke Marktsteg (Einzeldenkmal zu ID-Nr. 09304526)                               | Bannewitz, OT Welschhufe, Bahnhofstraße (Karte)              | 1907                                                                             | Einzeldenkmal der Sachgesamtheit Windbergbahn, Teilabschnitt Bannewitz, OT Welschhufe: Straßenbrücke, erstreckt sich in die Gem. Hänichen (ID-Nr. 09301635), original erhaltene Natursteinbogenbrücke der technisch herausragenden, singuläre Gebirgsstrecke zum Transport der im Freitaler Revier abgebauten Steinkohle und Anbindung der hiesigen Industrie aus der Frühzeit der Eisenbahngeschichte von industriegeschichtlicher und eisenbahngeschichtlicher Bedeutung. | 09306470 |
| Weitere Bilder                          | Sachgesamtheit Windbergbahn, Teilabschnitt Bannewitz, OT Hänichen                          | Bannewitz, OT Hänichen, Bahnhofstraße (Karte)                | 1855–1856                                                                        | Sachgesamtheitsbestandteil der Sachgesamtheit Windbergbahn, Teilabschnitt Bannewitz, OT Hänichen – technisch herausragende, singuläre Gebirgsstrecke aus der Frühzeit der Eisenbahngeschichte zum Transport der im Freitaler Revier abgebauten Steinkohle und Anbindung der hiesigen Industrie, von industriegeschichtlicher und eisenbahngeschichtlicher Bedeutung. | 09301635 |
| Weitere Bilder                          | Haltestelle Hänichen-Goldene Höhe (Einzeldenkmal zu ID-Nr. 09301635)                       | Bannewitz, OT Hänichen, Bahnhofstraße (Karte)                | 1907                                                                             | Einzeldenkmale der Sachgesamtheit Windbergbahn, Teilabschnitt Bannewitz, OT Hänichen: Straßenbrücke (Marktsteg, ID-Nr. 09306470), Bahnhof (Bahnhofstraße 4) mit Abfertigungsgebäude (mit Wartehalle) sowie Bahnpostengebäude mit Nebengebäude (Pulverweg 3) (Sachgesamtheitsbestandteil ID-Nr. 09301635); technisch herausragende, singuläre Gebirgsstrecke zum Transport der im Freitaler Revier abgebauten Steinkohle und Anbindung der hiesigen Industrie aus der Frühzeit der Eisenbahngeschichte von industriegeschichtlicher und eisenbahngeschichtlicher Bedeutung. | 09301636 |
|                                         | Bahnpostenhaus mit Nebengebäude (Einzeldenkmal zu ID-Nr. 09301635)                         | Bannewitz, OT Hänichen, Pulverweg 3 (Karte)                  | 1907                                                                             | Einzeldenkmale der Sachgesamtheit Windbergbahn, Teilabschnitt Bannewitz, OT Hänichen: Straßenbrücke (Marktsteg, ID-Nr. 09306470), Bahnhof (Bahnhofstraße 4) mit Abfertigungsgebäude (mit Wartehalle) sowie Bahnpostengebäude mit Nebengebäude (Pulverweg 3) (Sachgesamtheitsbestandteil ID-Nr. 09301635); technisch herausragende, singuläre Gebirgsstrecke zum Transport der im Freitaler Revier abgebauten Steinkohle und Anbindung der hiesigen Industrie aus der Frühzeit der Eisenbahngeschichte von industriegeschichtlicher und eisenbahngeschichtlicher Bedeutung. | 09301636 |
|                                         | Sachgesamtheit Windbergbahn, Teilabschnitt Bannewitz, OT Possendorf                        | Bannewitz, OT Possendorf und OT Wilmsdorf (Karte)            | 1907–1908 (Verlängerung Eisenbahnstrecke)                                        | Sachgesamtheitsbestandteil der Sachgesamtheit Windbergbahn, Teilabschnitt Bannewitz, OT Possendorf – technisch herausragende, singuläre Gebirgsstrecke aus der Frühzeit der Eisenbahngeschichte zum Transport der im Freitaler Revier abgebauten Steinkohle und Anbindung der hiesigen Industrie von industriegeschichtlicher und eisenbahngeschichtlicher Bedeutung. | 09301639 |
| Weitere Bilder                          | Bahnhof Possendorf (Einzeldenkmal zu ID-Nr. 09301639)                                      | Bannewitz, OT Possendorf, Am Bahnhof 1 (Karte)               | 1908                                                                             | Einzeldenkmale der Sachgesamtheit Windbergbahn, Teilabschnitt Bannewitz, OT Possendorf: Bahnhof mit Empfangsgebäude, Wirtschaftsgebäude und Wagenkasten sowie Fakultativwagen: lfd. Nr. 199, Baujahr 1894 (siehe ID-Nr. 09301639); Endbahnhof der Windbergbahn, technisch herausragende, singuläre Gebirgsstrecke zum Transport der im Freitaler Revier abgebauten Steinkohle und Anbindung der hiesigen Industrie aus der Frühzeit der Eisenbahngeschichte, von industriegeschichtlicher und eisenbahngeschichtlicher Bedeutung, Empfangsgebäude im Reformstil von ortshistorischer Bedeutung. | 09301640 |
| Weitere Bilder                          | Fakultativwagen am Bahnhof Possendorf (Einzeldenkmal zu ID-Nr. 09301639)                   | Bannewitz, OT Possendorf, Am Bahnhof 1 (Karte)               | 1894                                                                             | Einzeldenkmale der Sachgesamtheit Windbergbahn, Teilabschnitt Bannewitz, OT Possendorf: Bahnhof mit Empfangsgebäude, Wirtschaftsgebäude und Wagenkasten sowie Fakultativwagen: lfd. Nr. 199, Baujahr 1894 (siehe ID-Nr. 09301639); Endbahnhof der Windbergbahn, technisch herausragende, singuläre Gebirgsstrecke zum Transport der im Freitaler Revier abgebauten Steinkohle und Anbindung der hiesigen Industrie aus der Frühzeit der Eisenbahngeschichte, von industriegeschichtlicher und eisenbahngeschichtlicher Bedeutung, Empfangsgebäude im Reformstil von ortshistorischer Bedeutung. | 09301640 |

## Ausführliche Denkmaltexte
1. ↑  
Sachgesamtheit mit allen Bahnanlagen, darunter mit Unter- und Oberbau und den erhaltenen Gleisanlagen (vom Bahnhof Freital-Birkigt bis Bahnhof Dresden-Gittersee), Streckenkilometrierungen, Fernmelde- und Signalanlagen, Bahnstationen einschließlich aller Funktionsbauten, Wärterhäuschen, Brücken und Durchlässen in den Gemeinden Freital (OT Potschappel und OT Birkigt: ID-Nr. 09306465, OT Burgk: ID-Nr. 09304035 und OT Kleinnaundorf: ID-Nr. 09301627), Bannewitz (OT Bannewitz: ID-Nr. 09304525, OT Boderitz: ID-Nr. 09301631, OT Cunnersdorf: ID-Nr. 09301633, OT Welschhufe: ID-Nr. 09304526, OT Hänichen: ID-Nr. 09301635 und OT Possendorf: ID-Nr. 09301639) und Dresden (OT Gittersee: ID-Nr. 09301643), sowie bewegliche Denkmale: Kleindiesellok Kö 4500, Windbergaussichtswagen C Sa 12 70252, vier Fakultativwagen GCi 353–355, zwei Güterzuggepäckwagen, Privatbahnwagen der Döhlenstahl AG, GKW-Skl 24.0.3328 (Bauart Schöneweide), Kl 613 mit Anhängekran für Kraftrottenwagen, leichter Kleinwagen 01 (Rottenwagen), Gleiskraftrad Typ I, Elektrischer Bahnmeisterwagen, zwei Abteilwagen C 3 Pr. 02 (Wagenkasten) 70631 (Einzeldenkmal ID-Nr. 09301644, Dresden, OT Gittersee, Hermann-Michel-Straße 5 sowie Einzeldenkmalliste – ID-Nr. 09301640, Bannewitz, OT Possendorf, Am Bahnhof 1). 

Die Windbergbahn entstand aus einer Kohlenbahn für den Abtransport der Hähnichener Steinkohle ins Weißeritztal, der Hähnichener Kohlenzweigbahn von 1856. Sachsenkönig Johann bezeichnete sie 1857 erstmals als „Sächsische Semmeringbahn“. Bereits ab 1857 wurde die Strecke auch für Personenverkehr genutzt. Das heutige Erscheinungsbild wurde 1907 entscheidend geprägt durch Errichtung mehrerer Hochbauten. Die 1856 durch Guido Brescius entworfene Strecke hatte ein Neigungsverhältnis von 1:40 (25 Prozent). Auf dem ersten Bauabschnitt (Talstation bis zum heutigen Bahnhof Gittersee) wurden 120 Höhenmeter auf nur 1600 m Luftlinie überwunden, mit einer gestreckten Trassenlänge von 5700 m. Insgesamt überwand die Bahn bis Possendorf einen Höhenunterschied von knapp 157 m, überfuhr 21 Brücken, Durchlässe und 41 Gleisbögen, den kleinsten mit nur 84 m. Ab 1951 erste Teilstilllegungen, seit 1980 unter Denkmalschutz, 1993 vollständige Betriebseinstellung.
2. ↑  
Einzeldenkmale vom Teilabschnitt Freital, OT Birkigt: Eisenbahnbrücke (km 0,872, Coschützer Straße)  und Gewölbedurchlass (km 2,240 Am Geiersgraben) (Einzeldenkmal ID-Nr. 09306468), sowie den Sachgesamtheitsteilen Streckenverlauf und Eisenbahnbrücke Kesselgrundweg (km 4,558) (Sachgesamtheitsliste ID-Nr. 09301623); Sachgesamtheit mit allen Bahnanlagen, darunter Gleisanlagen mit Unter- und Oberbau, Streckenkilometrierung, Fernmelde- und Signalanlagen, Bahnstationen einschließlich aller Funktionsbauten, Wärterhäuschen, Brücken und Durchlässen in den Gemeinden Freital (OT Potschappel, Birkigt, Burgk und Kleinnaundorf), Bannewitz (OT Bannewitz, Boderitz, Cunnersdorf, Hänichen und Possendorf) und Dresden (OT Gittersee).
3. ↑  
Einzeldenkmale im Teilabschnitt Dresden, OT Gittersee: Bahnhof einschl. Abfertigungs- und Dienstgebäude sowie Güterschuppen und den beweglichen Denkmalen (Eisenbahnfahrzeuge) (Einzeldenkmal ID-Nr. 09301644, Hermann-Michel-Straße 5) und Stahlträgerbrücke (km 5,204) – (Einzeldenkmal ID-Nr. 09301642, Karlsruher Straße)  und dem Streckenverlauf als Sachgesamtheitsteil (Sachgesamtheit ID-Nr. 09301623); Sachgesamtheit mit allen Bahnanlagen, darunter Gleisanlagen mit Unter- und Oberbau, Streckenkilometrierung, Fernmelde- und Signalanlagen, Bahnstationen einschließlich aller Funktionsbauten, Wärterhäuschen, Brücken und Durchlässen sowie bewegliche Denkmalen in den Gemeinden Freital (OT Potschappel, Birkigt, Burgk und Kleinnaundorf), Bannewitz (OT Bannewitz, Boderitz, Cunnersdorf, Hänichen und Possendorf) und Dresden (OT Gittersee).
4. ↑  
Einzeldenkmale im Teilabschnitt Dresden, OT Gittersee: Kleindiesellok Kö 4500, Windbergaussichtswagen C Sa 12 70252, drei Fakultativwagen GCi 353–355, zwei Güterzuggepäckwagen, Privatbahnwagen der Döhlenstahl AG, GKW-Skl 24.0.3328 (Bauart Schöneweide), Kl 613 mit Anhängekran für Kraftrottenwagen, leichter Kleinwagen 01 (Rottenwagen), Gleiskraftrad Typ I, Elektrischer Bahnmeisterwagen (siehe ID-Nr. 09301643); zum Bahnhof gehörig auch der Kleinlokschuppen aus den 1950er Jahren (Einzeldenkmal ID-Nr. 09306471, Gemeinde Freital, OT Burgk), für den Güterverkehr der umliegenden Bergbauschächte und nach deren Niedergang für die Industriebetriebe angelegter wichtiger Bahnhof der technisch herausragenden, singulären Gebirgsstrecke, heute vollkommen anderes Erscheinungsbild aufgrund der Einstellung des Güterverkehrs, heute nur noch touristische Nutzung, von eisenbahngeschichtlicher, wirtschaftsgeschichtlicher und verkehrsgeschichtlicher Bedeutung.
5. ↑  
Einzeldenkmal vom Teilabschnitt Freital, OT Burgk: Kleinlokschuppen (Einzeldenkmal ID-Nr. 09306471) sowie dem Sachgesamtheitsteil Streckenverlauf (siehe ID-Nr. 09301623); Sachgesamtheit mit allen Bahnanlagen, darunter Gleisanlagen mit Unter- und Oberbau, Streckenkilometrierung, Fernmelde- und Signalanlagen, Bahnstationen einschließlich aller Funktionsbauten, Wärterhäuschen, Brücken und Durchlässen in den Gemeinden Freital (OT Potschappel, Birkigt, Burgk und Kleinnaundorf), Bannewitz (OT Bannewitz, Boderitz, Cunnersdorf, Hänichen und Possendorf) und Dresden (OT Gittersee).
6. ↑  
Einzeldenkmale vom Teilabschnitt Freital, OT Kleinnaundorf: Haltepunkt mit Empfangsgebäude (Wartehalle mit Bahndienstraum und Freiabtritt km 8,314), Eisenbahnbrücke (km 8,20, Friedensstraße), Eisenbahnbrücke (km 8,609, Steigerstraße), Eisenbahnbrücke (km 7,303 Kohlenstraße), Eisenbahnbrücke (km 7,9, Kohlenstraße), Durchlass (Messweg km 6,73) und Kohlenbahnwechselstelle: Postenhaus 77 mit Nebengebäude (Bahnhaus 43) und dem Sachgesamtheitsteil Streckenverlauf (Sachgesamtheit ID-Nr. 09301623); Sachgesamtheit mit allen Bahnanlagen, darunter Gleisanlagen mit Unter- und Oberbau, Streckenkilometrierung, Fernmelde-und Signalanlagen, Bahnstationen einschließlich aller Funktionsbauten, Wärterhäuschen, Brücken und Durchlässen in den Gemeinden Freital (OT Potschappel, Birkigt, Burgk und Kleinnaundorf), Bannewitz (OT Bannewitz, Boderitz, Cunnersdorf, Hänichen und Possendorf) und Dresden (OT Gittersee).
7. 1 2 3 4 5 6 7  
Einzeldenkmale vom Teilabschnitt Freital, OT Kleinnaundorf: Haltepunkt mit Empfangsgebäude (Wartehalle mit Bahndienstraum und Freiabtritt km 8,314), Eisenbahnbrücke (km 8,20, Friedensstraße), Eisenbahnbrücke (km 8,609, Steigerstraße), Eisenbahnbrücke (km 7,303 Kohlenstraße), Eisenbahnbrücke (km 7,9, Kohlenstraße), Durchlass (Meßweg km 6,73) und Kohlenbahnwechselstelle: Postenhaus 77 mit Nebengebäude (Bahnhaus 43, km 7,866).
8. ↑  
Einzeldenkmal vom Teilabschnitt Bannewitz, OT Cunnersdorf: Bahnhof mit Empfangsgebäude (Wartehalle) – (Einzeldenkmal ID-Nr. 09301634, Schachtstraße hinter Nr. 23) und dem Streckenverlauf als Sachgesamtheitsteil (Sachgesamtheit ID-Nr. 09301623); Sachgesamtheit mit allen Bahnanlagen, darunter Gleisanlagen mit Unter- und Oberbau, Streckenkilometrierung, Fernmelde- und Signalanlagen, Bahnstationen einschließlich aller Funktionsbauten, Wärterhäuschen, Brücken und Durchlässen in den Gemeinden Freital (OT Potschappel, Birkigt, Burgk und Kleinnaundorf), Bannewitz (OT Bannewitz, Boderitz, Cunnersdorf, Hänichen und Possendorf) und Dresden (OT Gittersee).
9. ↑  
Einzeldenkmale vom Teilabschnitt Bannewitz, OT Boderitz: Gewölbedurchlass und Myriameterstein (Einzeldenkmal ID-Nr. 09301632) sowie als Sachgesamtheitsteil der Streckenverlauf und das Postenhaus GH 4 (Schachtstraße 6) (Sachgesamtheit ID-Nr. 09301623); Sachgesamtheit mit allen Bahnanlagen, darunter Gleisanlagen mit Unter- und Oberbau, Streckenkilometrierung, Fernmelde- und Signalanlagen, Bahnstationen einschließlich aller Funktionsbauten, Wärterhäuschen, Brücken und Durchlässen in den Gemeinden Freital (OT Potschappel, Birkigt, Burgk und Kleinnaundorf), Bannewitz (OT Bannewitz, Boderitz, Cunnersdorf, Hänichen und Possendorf) und Dresden (OT Gittersee).
10. ↑  
Sachgesamtheitsteile vom Teilabschnitt Bannewitz, OT Bannewitz: Bahnkörper und Kilometrierung (Sachgesamtheit – ID-Nr. 09301623); Sachgesamtheit mit allen Bahnanlagen, darunter Gleisanlagen mit Unter- und Oberbau, Streckenkilometrierung, Fernmelde- und Signalanlagen, Bahnstationen einschließlich aller Funktionsbauten, Wärterhäuschen, Brücken und Durchlässen sowie bewegliche Denkmalen in den Gemeinden Freital (OT Potschappel, Birkigt, Burgk und Kleinnaundorf), Bannewitz (OT Bannewitz, Boderitz, Cunnersdorf, Hänichen und Possendorf) und Dresden (OT Gittersee), technisch herausragende, singuläre Gebirgsstrecke aus der Frühzeit der Eisenbahngeschichte zum Transport der im Freitaler Revier abgebauten Steinkohle und Anbindung der hiesigen Industrie von industriegeschichtlicher und eisenbahngeschichtlicher Bedeutung.
11. ↑  
Einzeldenkmal vom Teilabschnitt Bannewitz, OT Welschhufe: Eisenbahnbrücke Marktsteg (Einzeldenkmal – ID-Nr. 09306470) und dem Streckenverlauf als Sachgesamtheitsteil (Sachgesamtheit – ID-Nr. 09301623); Sachgesamtheit mit allen Bahnanlagen, darunter Gleisanlagen mit Unter- und Oberbau, Streckenkilometrierung, Fernmelde- und Signalanlagen, Bahnstationen einschließlich aller Funktionsbauten, Wärterhäuschen, Brücken und Durchlässen in den Gemeinden Freital (OT Potschappel, Birkigt, Burgk und Kleinnaundorf), Bannewitz (OT Bannewitz, Boderitz, Cunnersdorf, Hänichen und Possendorf) und Dresden (OT Gittersee).
12. ↑  
Einzeldenkmale vom Teilabschnitt Bannewitz, OT Hänichen: Bahnhof mit Abfertigungsgebäude, Wartehalle (Bahnhofstraße 4), dem Bahnpostenhaus mit Nebengebäude (Pulverweg 3) sowie der Straßenbrücke (Marktsteg – Einzeldenkmal ID-Nr. 09301636) und dem Streckenverlauf als Sachgesamtheitsteil (Sachgesamtheit ID-Nr. 09301623); Sachgesamtheit mit allen Bahnanlagen, darunter Gleisanlagen mit Unter- und Oberbau, Streckenkilometrierung, Fernmelde- und Signalanlagen, Bahnstationen einschließlich aller Funktionsbauten, Wärterhäuschen, Brücken und Durchlässen in den Gemeinden Freital (OT Potschappel, Birkigt, Burgk und Kleinnaundorf), Bannewitz (OT Bannewitz, Boderitz, Cunnersdorf, Hänichen und Possendorf) und Dresden (OT Gittersee).
13. ↑  
Einzeldenkmale vom Teilabschnitt Bannewitz, OT Possendorf: Empfangsgebäude, Wirtschaftsgebäude und Wagenkasten sowie Fakultativwagen: lfd. Nr. 199, Baujahr 1894 (Einzeldenkmal ID-Nr. 09301640, Am Bahnhof 1) und dem Streckenverlauf als Sachgesamtheitsteil (Sachgesamtheit ID-Nr. 09301623); Sachgesamtheit mit allen Bahnanlagen, darunter Gleisanlagen mit Unter- und Oberbau, Streckenkilometrierung, Fernmelde- und Signalanlagen, Bahnstationen einschließlich aller Funktionsbauten, Wärterhäuschen, Brücken und Durchlässen in den Gemeinden Freital (OT Potschappel, Birkigt, Burgk und Kleinnaundorf), Bannewitz (OT Bannewitz, Boderitz, Cunnersdorf, Hänichen und Possendorf) und Dresden (OT Gittersee).